# Nathaniel Sichel

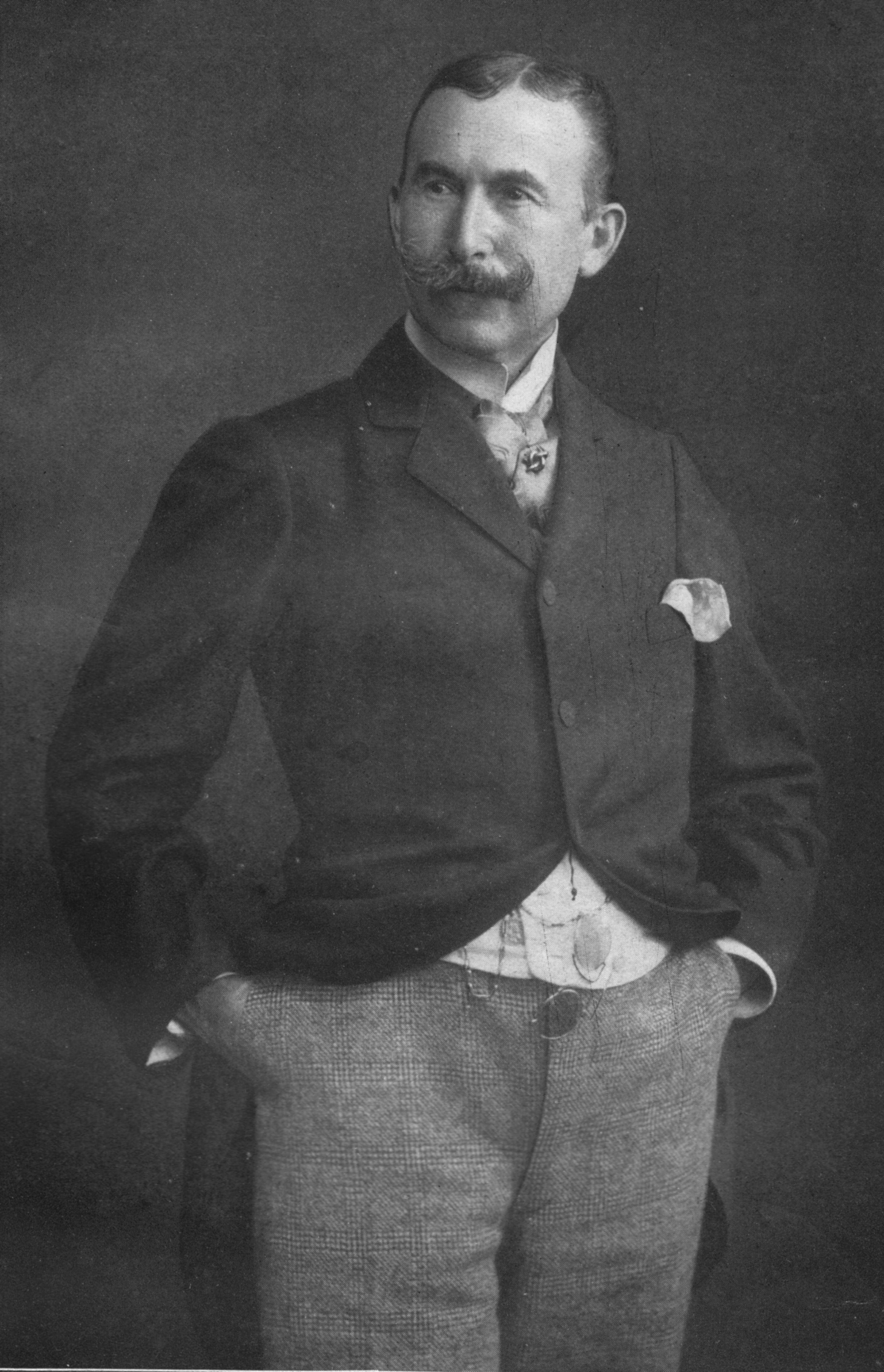
Nathaniel Sichel, ca. 1907

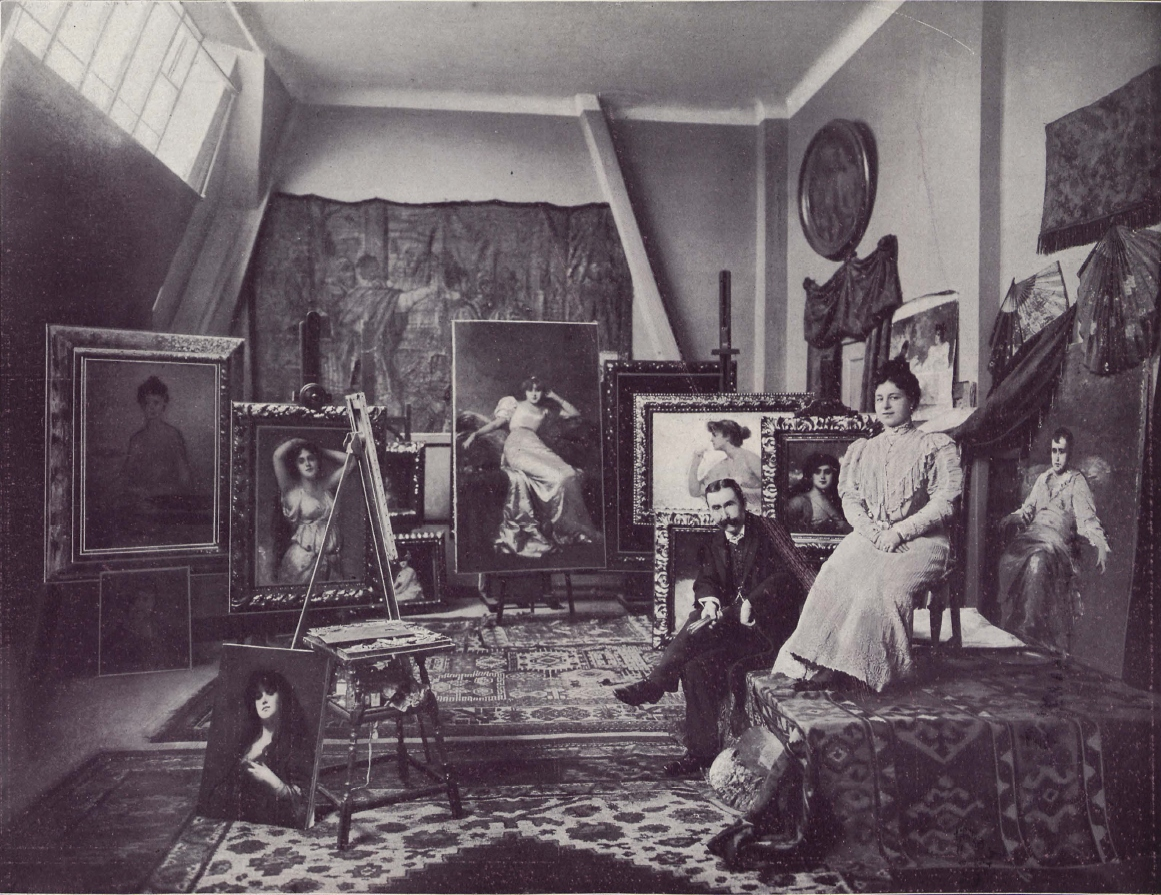
Nathaniel Sichel und seine Gattin, im Berliner Atelier des Künstlers, 1905. Foto von Zander & Labisch.

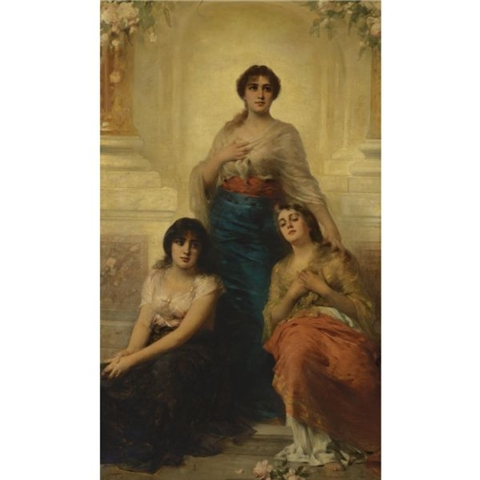
Drei Schönheiten

Nathaniel Sichel (* 8. Januar 1843 in Mainz; † 4. Dezember 1907 in Berlin) war ein deutscher Maler und Illustrator. Er war vor allem für seine Darstellung von ausdrucksvollen Frauengestalten bekannt.

## Werke
- Drei Schönheiten
- Porträt einer jungen Orientalin mit Orangen
- Orientalische Wasserträgerin
- Römerin mit Instrument
- Accord (als Postkarte erschienen im Verlag Theodor Stroefer, Nürnberg, vor 1905)